# Europejska Nagroda Muzyczna MTV dla najlepszego włoskiego wykonawcy
Europejska Nagroda Muzyczna MTV dla najlepszego włoskiego wykonawcy przyznawana jest przez włoską redakcję MTV podczas corocznego rozdania MTV Europe Music Awards. Nagrodę dla najlepszego włoskiego wykonawcy po raz pierwszy przyznano w 2000. O zwycięstwie decydują widzowie za pomocą głosowania internetowego i telefonicznego (smsowego).

## Włoscy laureaci i nominowani do nagrody MTV
| Rok  | Laureat               | Nominowani                                                         |
| ---- | --------------------- | ------------------------------------------------------------------ |
| 1998 | Bluvertigo            | - 99 Posse - Articolo 31 - Ligabue - Vasco Rossi                   |
| 1999 | Elio e le Storie Tese | - Alex Britti - Jovanotti - Negrita - Vasco Rossi                  |
| 2000 | Subsonica             | - Carmen Consoli - Lùnapop - Paola e Chiara - Piero Pelu           |
| 2001 | Elisa                 | - Marlene Kuntz - Neffa - Valeria Rossi - Tiromancino              |
| 2002 | Subsonica             | - Articolo 31 - Tiziano Ferro - Planet Funk - Francesco Renga      |
| 2003 | Gemelli Diversi       | - Carmen Consoli - Negrita - Tiromancino - Le Vibrazioni           |
| 2004 | Tiziano Ferro         | - Articolo 31 - Caparezza - Elisa - Linea 77                       |
| 2005 | Negramaro             | - Giorgia - Negrita - Laura Pausini - Francesco Renga              |
| 2006 | Finley                | - Lacuna Coil - Tiziano Ferro - Jovanotti - Mondo Marcio           |
| 2007 | J-Ax                  | - Elisa - Irene Grandi - Negramaro - Zero Assoluto                 |
| 2008 | Finley                | - Baustelle - Fabri Fibra - Marracash - Sonohra                    |
| 2009 | Lost                  | - Giusy Ferreri - Tiziano Ferro - J-Ax - Zero Assoluto             |
| 2010 | Marco Mengoni         | - Dari - Malika Ayane - Nina Zilli - Sonohra                       |
| 2011 | Modà                  | - Fabri Fibra - Jovanotti - Negramaro - Verdena                    |
| 2012 | Emis Killa            | - Cesare Cremonini - Club Dogo - Giorgia - Marracash               |
| 2013 | Marco Mengoni         | - Emma - Fedez - Max Pezzali - Salmo                               |
| 2014 | Alessandra Amoroso    | - Caparezza - Club Dogo - Emis Killa - Giorgia                     |
| 2015 | Marco Mengoni         | - Fedez - J-Ax - The Kolors - Tiziano Ferro                        |
| 2016 | Benji & Fede          | - Alessandra Amoroso - Emma - Francesca Michielin - Salmo          |
| 2017 | Ermal Meta            | - Fabri Fibra - Francesco Gabbani - Thegiornalisti - Tiziano Ferro |
| 2018 | Annalisa              | - Ghali - Calcutta - Liberato - Shade                              |
| 2019 | Mahmood               | - Coez - Elettra Lamborghini - Elodie - Salmo                      |